# NGC 2787
NGC 2787 ist eine linsenförmige Galaxie vom Hubble-Typ SB0-a im Sternbild Großer Bär am Nordsternhimmel, die etwa 36 Millionen Lichtjahre von der Milchstraße entfernt ist. Die Entfernungsmessungen basierend auf den Radialgeschwindigkeiten stimmen nicht mit den rotverschiebungsunabhängigen Entfernungsschätzungen von 72 ± 92 Millionen Lichtjahren überein. 
Der typische Balken einer Balkenspiralgalaxie ist bei NGC 2787 im Visuellen nicht zu sehen. Im Kern dieser Galaxie vermuten Wissenschaftler ein supermassereiches Schwarzes Loch. Die im Bild vom Hubble Space Telescope sichtbaren, um ein Dutzend weißen Punkte sind keine Sterne, sondern Kugelsternhaufen mit hunderttausenden von Sternen, die von der Gravitation von NGC 2787 festgehalten werden und diese umrunden.
Das Objekt wurde am 3. Dezember 1788 von dem deutsch-britischen Astronomen Wilhelm Herschel entdeckt.